# 文學少女
『文學少女』（ぶんがくしょうじょ）は、BURNOUT SYNDROMESの2枚目のアルバム。2015年5月13日に発売。

## 概要
前作「世界一美しい世界一美しい世界」から7ヵ月ぶりの発売で今作よりプロデューサーにいしわたり淳治を迎えた。

## 収録曲
1. 文學少女
アルバムのタイトル曲。様々な文学作品やその一節が登場する。[1]
2. セツナヒコウキ
3. ザ・ワールド・イズ・マイン
4. こどものじかん
5. 数學少女
熊谷曰く「円周率を歌にしたい」という前提を元に作ったとのこと。[1]
6. 100万回のアイ・ラヴ・ユー
7. 或るK大生の死
熊谷曰く「自身が音楽もせず大学に進学していたらこうなっていただろう」というイメージで作ったとのこと。[1]
8. 月光サンタクロース